# NGC 7252
NGC 7252是一個在10億年前開始因為兩個星系之間重力交互作用而形成的特殊星系。該星系距離地球約2.2億光年，位於寶瓶座。該星系因為它有一個由大量恆星組成的環結構，且外觀上看類似電子環繞原子核的軌道，因此得到另一別稱「原子能和平用途星系」（Atoms for Peace galaxy）。

## 概要
NGC 7252位於寶瓶座南半部，視星等12.7，因此業餘天文學家見到的該星系是一個小型模糊天體。該星系外由氣體和恆星組成的環繞星系的巨大環結構讓它的形態相當特殊，因此得到特殊星系圖集中的編號 Arp 226。

### 名稱由來
1953年12月，時任美國總統德怀特·艾森豪威尔發表了《原子能和平用途》（Atoms for Peace）演說。該演說內容關注在促進核能的和平用途。天文學界就以該演說之名給予NGC 7252這個特殊星系別稱。而兩個星系合併的形態也比擬為核融合，並且星系外圍巨大的環結構也類似電子環繞原子核的軌道。

### 特殊之處
NGC 7252是兩個星系相撞合併的結果。如此的星系相撞事件讓天文學家得以研究星系合併機制，以及預測未來銀河系和仙女座星系撞擊後新形成的星系狀態。

### X射線輻射
在NGC 7252中觀測到X射線輻射，這表示內部有核反應或中等質量黑洞存在。

## 結構

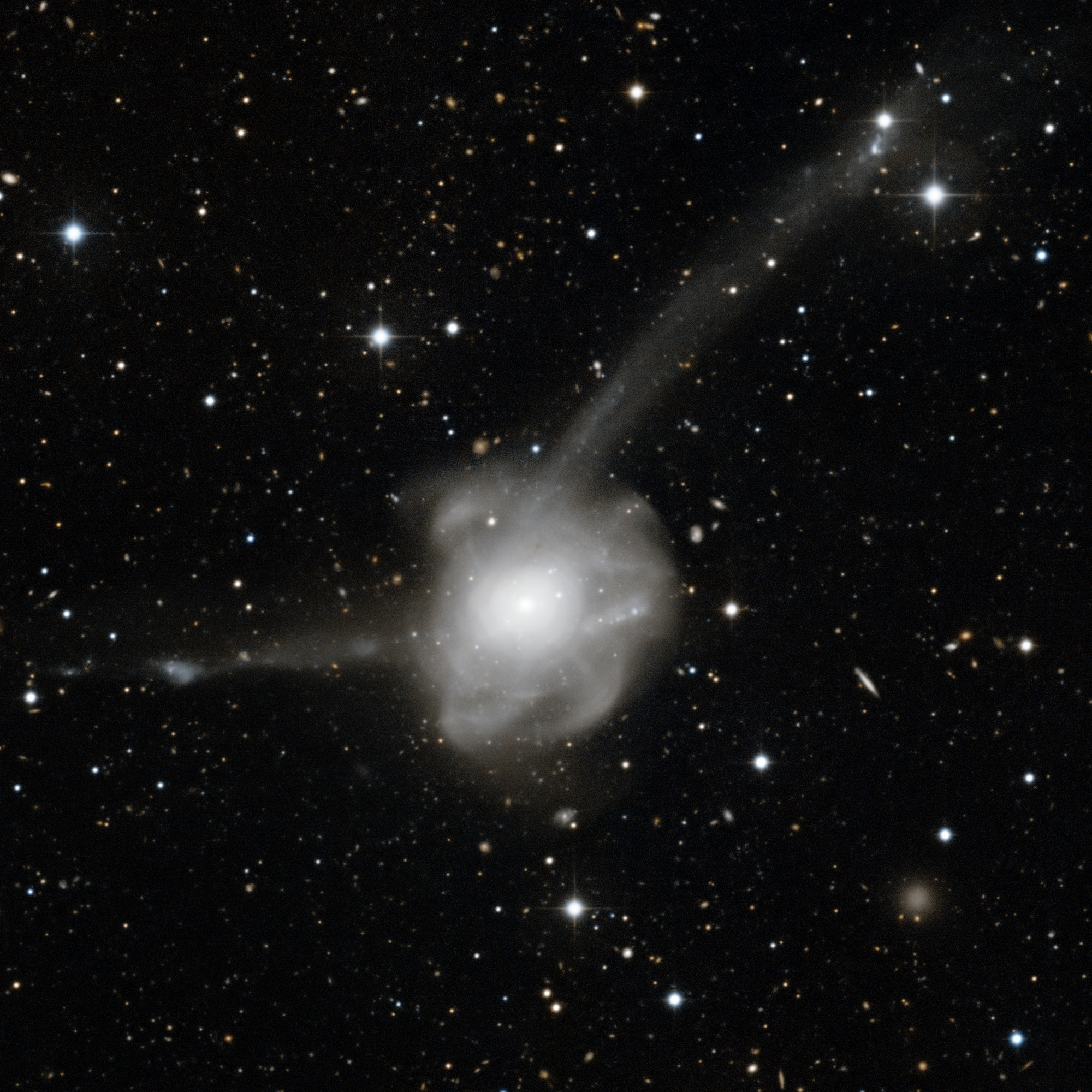
拉西拉天文台的MPG/ESO望遠鏡廣角影像器拍攝的NGC 7252。

NGC 7252的中心區域存在數百個由年輕恆星組成的藍光超亮星團。這些年輕星團被認為是星系合併時推動氣體進入這些區域，造成大量恆星形成的結果。星系內部有一風車狀盤結構，其旋轉方向和星系本身相反，並且在形態上類似盤面正對地球的螺旋星系，但是寬度只有1萬光年。一般相信這個風車狀結構是兩個星系相撞後的殘餘。數十億年後NGC 7252因為星系內的氣體幾乎耗盡，在外觀上將是個內部擁有小規模盤狀結構的橢圓星系。

## 外部連結
- ESA homepage for the Hubble Space telescope Pictures and information on NGC 7252
- Atoms for Peace galaxy at ESO（页面存档备份，存于）
- Article about Atoms for Peace galaxy（页面存档备份，存于）